# 1913 în literatură
- 1912 în literatură — 1913 în literatură — 1914 în literatură

Anul 1913 în literatură a implicat o serie de noi cărți semnificative.

## Cărți noi
- Alain-Fournier — Le Grand Meaulnes
- L. Frank Baum — The Patchwork Girl of Oz
  - - Little Wizard Stories of Oz
  - - Aunt Jane's Nieces on the Ranch (ca "Edith Van Dyne")
- Edgar Rice Burroughs — Tarzan of the Apes
- Hall Caine — The Woman Thou Gavest Me
- Willa Cather — O Pioneers!
- Arthur Conan Doyle — The Poison Belt
- Ellen Glasgow — Virginia
- Husayn Haykal — Zaynab
- Henry James — A Small Boy and Others
- Katherine James — A City of Contrasts
- Franz Kafka — The Judgement
- D. H. Lawrence — Sons and Lovers
- Jack London — The Valley of the Moon
- Flora Mayor — Third Miss Symons
- Oscar Micheaux — Conquest: The Story of a Negro Pioneer
- Octave Mirbeau — Dingo (roman)
- Baroness Orczy — Eldorado
- Eleanor H. Porter — Pollyanna
- Marcel Proust — In Search of Lost Time - începe să fie publicată
- Saki - When William Came
- Elsie Singmaster — Gettysburg
- Vincent Cartwright Vickers — The Google Book
- Mary Augusta Ward — The Mating of Lydia, The Coryston Family
- Hugh Walpole — Fortitude
- Edith Wharton — The Custom of the Country

## Premii
- Premiul Nobel pentru Literatură: